# Karjala Cup
Karjala Cup nebo také Karjala Tournament (česky též turnaj Karjala) je každoročně pořádaný hokejový turnaj, který je pořádaný v rámci Euro Hockey Tour ve Finsku. Název turnaje vychází z názvu hlavního sponzora – pivovaru Karjala („Karélie“). První ročník proběhl v roce 1992, ještě pod názvem Sauna Cup. V rámci Euro Hockey Tour pak probíhá od roku 1996. Celý turnaj se hraje většinou v listopadu převážně v Helsinkách někdy také ještě v dalším městě některé z účastnických zemí.

## Přehled jednotlivých turnajů
| Rok                                   | Zlatá medaile | Stříbrná medaile | Bronzová medaile | 4. místo   |
| ------------------------------------- | ------------- | ---------------- | ---------------- | ---------- |
| 1992                                  | Rusko         | ČSFR             | USA              | Finsko     |
| 1995                                  | Švédsko       | Finsko           | Francie          | Česko      |
| 1996                                  | Finsko        | Švédsko          | Rusko            | Česko      |
| Od roku 1997 součást Euro Hockey Tour |               |                  |                  |            |
| 1997                                  | Švédsko       | Česko            | Rusko            | Finsko     |
| 1998                                  | Finsko        | Rusko            | Česko            | Švédsko    |
| 1999                                  | Finsko        | Rusko            | Česko            | Švédsko    |
| 2000                                  | Finsko        | Švédsko          | Rusko            | Česko      |
| 2001                                  | nehrálo se    | nehrálo se       | nehrálo se       | nehrálo se |
| 2002 (duben)                          | Finsko        | Rusko            | Švédsko          | Česko      |
| 2002 (listopad)                       | Finsko        | Česko            | Švédsko          | Rusko      |
| 2003                                  | Finsko        | Česko            | Rusko            | Švédsko    |
| 2004                                  | Finsko        | Švédsko          | Česko            | Rusko      |
| 2005                                  | Finsko        | Švédsko          | Rusko            | Česko      |
| 2006                                  | Rusko         | Česko            | Švédsko          | Finsko     |
| 2007                                  | Rusko         | Švédsko          | Česko            | Finsko     |
| 2008                                  | Rusko         | Česko            | Švédsko          | Finsko     |
| 2009                                  | Rusko         | Finsko           | Švédsko          | Česko      |
| 2010                                  | Finsko        | Rusko            | Švédsko          | Česko      |
| 2011                                  | Rusko         | Finsko           | Česko            | Švédsko    |
| 2012                                  | Česko         | Finsko           | Rusko            | Švédsko    |
| 2013                                  | Finsko        | Rusko            | Švédsko          | Česko      |
| 2014                                  | Švédsko       | Finsko           | Rusko            | Česko      |
| 2015                                  | Švédsko       | Finsko           | Rusko            | Česko      |
| 2016                                  | Rusko         | Česko            | Finsko           | Švédsko    |
| 2017                                  | Finsko        | Rusko            | Švédsko          | Kanada     |
| 2018                                  | Rusko         | Finsko           | Česko            | Švédsko    |
| 2019                                  | Česko         | Finsko           | Rusko            | Švédsko    |
| 2020                                  | Rusko         | Česko            | Finsko           | Švédsko    |
| 2021                                  | Švédsko       | Finsko           | Rusko            | Česko      |
| 2022                                  | Švédsko       | Švýcarsko        | Česko            | Finsko     |
| 2023                                  | Česko         | Švédsko          | Finsko           | Švýcarsko  |
| 2024                                  | Finsko        | Česko            | Švýcarsko        | Švédsko    |

## Historická tabulka vítězství
| Stát    | Počet | Rok                                                                                             |
| ------- | ----- | ----------------------------------------------------------------------------------------------- |
| Finsko  | 13×   | 1996, 1998, 1999, 2000, 2002 (duben), 2002 (listopad), 2003, 2004, 2005, 2010, 2013, 2017, 2024 |
| Rusko   | 9×    | 1992, 2006, 2007, 2008, 2009, 2011, 2016, 2018, 2020                                            |
| Švédsko | 6×    | 1995, 1997, 2014, 2015, 2021, 2022                                                              |
| Česko   | 3×    | 2012, 2019, 2023                                                                                |